# Philistina manai
Philistina manai är en skalbaggsart som beskrevs av Franz Antoine 2002. Philistina manai ingår i släktet Philistina och familjen Cetoniidae. Inga underarter finns listade i Catalogue of Life.